# Joseph Balderrama
Joseph Balderrama (Ciudad de México, 1 de enero de 1986), conocido como Pepe Balderrama, es un actor mexicano-británico. Sus películas incluyen Stan & Ollie (2018). En televisión es conocido por sus apariciones en la serie de Netflix, Heartstopper (2022–presente) y la serie de BritBox, Hotel Portofino (2023). Sus trabajos de voz incluyen los videojuegos It Takes Two (2021) y Diablo IV (2024).

## Primeros años
Balderrama nació y creció en la Ciudad de México de padre mexicano y madre estadounidense. Se mudó a Reino Unido a la edad de 10 años. Asistió a la Alleyn's School en Dulwich, completando sus estudios en 1995. También estudió en la Phillips Academy durante su tiempo en el Instituto Alleyn. Se unió en el National Youth Theatre. Se graduó con una Maestría en Arte e Historia Escocesas por la University of Glasgow en 1999 seguido por un diplomado de tres años en la London Academy of Music and Dramatic Art (LAMDA) en 2002.

## Filmografía

### Cine
| Año  | Título                                  | Rol                     | Notas        |
| ---- | --------------------------------------- | ----------------------- | ------------ |
| 2004 | Alien vs. Predator                      | Gran Sacerdote          |              |
| 2006 | Alien Autopsy                           | Presentador de noticias |              |
| 2006 | The Flying Scotsman                     | Santiago                |              |
| 2007 | I Want Candy                            | Hombre                  |              |
| 2011 | Jack and Jill                           | Valet hispano           |              |
| 2012 | The Unfortunate Truth                   | Seymore Galintinee      | Corto        |
| 2013 | The Scampi Trail                        | Mr. Pepe                |              |
| 2014 | Job's Dinner                            | Eli                     | Corto        |
| 2014 | White Collar Hooligan 3                 | Detective Pablo         |              |
| 2014 | The Engagement                          | Ricardo                 | Corto        |
| 2015 | Last Love                               | Roberto                 | Short film   |
| 2015 | Spectre                                 | Jefe de Estado          |              |
| 2017 | Tadeo Jones 2: El secreto del rey Midas | Momia / Constructor     | Voz          |
| 2017 | The Current War                         | Horace Kaden            |              |
| 2018 | Stan & Ollie                            | James W. Horne          | [ 7 ]        |
| 2019 | A Shaun the Sheep Movie: Farmageddon    | Voces adicionales       |              |
| 2019 | Master Moley                            | Voz                     | Corto        |
| 2020 | Dolittle                                | Prisionero              |              |
| 2022 | Uncharted: Fuera del mapa               | Carlos                  |              |
| 2022 | The Batman                              | Detective en jefe       |              |
| 2022 | The Contract                            | Elio                    | Cortometraje |
| 2022 | Tadeo Jones 3: La tabla esmeralda       | Momia                   | Voz          |
| 2023 | Under the Boardwalk                     | Chauncey                | Voz          |
| 2024 | La sustancia                            | Craig Silver            |              |
| 2025 | F1                                      | Rico Fazio              |              |